# 7562 Kagiroino-Oka
7562 Kagiroino-Oka eller 1986 WO9 är en asteroid i huvudbältet som upptäcktes den 30 november 1986 av de båda japanska astronomerna Hiroki Kōsai och Kiichirō Furukawa vid Kiso-observatoriet i Japan. Den är uppkallad efter den fiktiva platsen Kagiroino-Oka i Manyousyu (japanskt poem).
Asteroiden har en diameter på ungefär 7 kilometer.